# Питтье, Анри Франсуа
Анри́ Франсуа́ Питтье́ де Фа́брега (фр. Henri François Pittier de Fábrega; 1857—1950) — швейцарский ботаник-систематик, изучавший флору Венесуэлы.

## Биография
Анри Питтье родился 13 августа 1857 года в коммуне Бекс на западе Швейцарии. Учился в Высшей технической школе Цюриха, затем — в Йенском университете, где получил степень доктора философии. С 1882 года продолжал обучение в Лозанне, в 1885 году Лозаннский университет присвоил Питтье степень доктора наук.
В 1887 году Анри Франсуа отправился в Коста-Рику. До 1901 года он занимался изучением геологии региона, а также его флоры и фауны. Затем Питтье переехал в США и стал работником Министерства сельского хозяйства (USDA). С 1905 по 1919 он путешествовал по Мексике, Панаме, Гватемале, Венесуэле и Колумбии.
В 1919 году Питтье поселился близ Каракаса, где работал в Министерстве иностранных дел Венесуэлы. С 1926 года он преподавал ботанику в Каракасе. С 1936 по 1950 Анри Франсуа был главой Ботанической службы Министерства сельского хозяйства Венесуэлы. В 1937 году Питтье основал первый в Венесуэлы национальный парк Ранчо-Гранде, впоследствии переименованный в Национальный парк Анри Питтье.
Анри Франсуа Питтье скончался в Каракасе 27 января 1950 года.
Гербарные образцы Анри Питтье хранятся в Национальном ботаническом саду Бельгии (BR), Национальном музее Коста-Рики (CR), Смитсоновском институте в Вашингтоне (US) и Ботаническом саду Каракаса (VEN).

## Роды растений, названные в честь А. Ф. Питтье
- Pittiera Cogn., 1891 [= Polyclathra Bertol., 1840]
- Pittierella Schltr., 1906 [= Cryptocentrum Benth., 1880]
- Pittierothamnus Steyerm., 1962 [= Amphidasya Standl., 1936]

## Некоторые научные работы
- Durand, T.; Pittier, H. (1882—1885). Catalogue de la flore vaudoise. 3 vols.
- Pittier, H. (1891). Viaje de exploración al valle del Río Grande de Térraba. 138 p.
- Pittier, H. (1906). Ensayo sobre las plantas usuales de Costa Rica. 176 p.
- Pittier, H. (1917). Clave analítica de las familias de plantas fanerógamas de Venezuela. 108 p.
- Pittier, H. (1923). Exploraciones botánicas y otras en la cuenca de Maracaibo. 100 p.
- Pittier, H. (1926). Clave analítica de las familias de plantas superiores de la América tropical. 130 p.
- Pittier, H. (1926). Manual de las Plantas Usuales de Venezuela. 458 p.
- Pittier, H. (1932). Classificación natural de las plantas. 140 p.
- Pittier, H. (1939). Genera plantarum venezuelensium. 354 p.
- Pittier, H.; Lasser, T.; Schnee, L.; Luces de Febres, Z.; Badillo, V. (1945—1947). Catálogo de la flora venezolana. 2 vols.